# Sodelovalnost
Sodelovalnost ali konkordanca (angl. concordance) pomeni ravnanje bolnika v skladu s partnerskim dogovorom med njim in zdravstvenim delavcem, na primer glede jemanja zdravil.
V širšem smislu gre za z navodili skladno jemanje zdravil, ki kot pomemben dejavnik zdravljenja z zdravili pridobiva pomembno vlogo od 70. let 20. stoletja. Gre za bolnikovo upoštevanje navodil glede jemanja zdravil, pa tudi glede prehranjevanja, telesne dejavnosti, spremembe življenjskega sloga itd. Nedosledno upoštevanje dogovora o zdravljenju ima negativen vpliv na terapijske izide zdravljenja.

## Izrazje
Na področju z navodili skladnega jemanja zdravil se je v zadnjih desetletjih pojavilo več izrazov:
- voljnost, vodljivost ali komplianca je jemanje zdravil v skladu z navodili zdravnika in farmacevta; izraz označuje bolnikovo pasivnost, zgolj sledenje napotkom zdravstvenega delavca[3]
- koncept soglasnosti ali adherence pomeni sicer prav tako bolnikovo upoštevanje priporočil zdravstvenega strokovnjaka glede njegovega zdravljenja, vendar že vsebuje bolnikovo dejavnost; bolnik ima dejavno vlogo pri določitvi in izvajanju zdravljenja[4]
- najširše je zastavljen koncept sodelovalnosti oz. konkordance, ki zajema bolnikovo soodločanje, zadovoljstvo, razumevanje bolezni in zdravljenja itd.[5]

## Dejavniki
Na zmanjšanje bolnikove sodelovalnosti vplivajo tako dejavniki, ki jih sovseblja sámo zdravljenje oziroma zdravilo (neželeni učinki zdravila, tveganje za pojav zasvojenosti, zapletenost režima zdravljenja ...), ter tisti, ki so odvisni od samega bolnika (demografski kazalniki: starost, spol, socialno-ekonomsko stanje..., psihosocialni dejavniki: bolnikova samopodoba, družbena in družinska podpora ipd.).